# Бенек, Казимир Францевич
Казими́р Фра́нцевич Бе́нек (бел. Казімір Францавіч Бенек; 24 января (5 февраля) 1895, д. Радошевице, Серадзский уезд, Калишская губерния, Царство Польское, Российская империя — февраль 1938) — советский государственный деятель, заместитель председателя СНК Белорусской ССР (1930—1934).

## Биография
С 17 лет он принимал участие в революционном движении, состоял в социал-демократическом кружке. В 1914 г. был арестован за распространение антиправительственных листовок и заключён в крепость Модлин, откуда ему удалось бежать. Работал на заводах в Кривом Роге, Екатеринославе, Камянске.
Февральской революции (1917) работал в Камянске: вступил в РСДРП (б), член и секретарь исполнительного комитета городского совета, заместитель военного комиссара района, член городского совета (по списку большевиков), комиссар по польским делам.
Участник Октябрьской революции в Москве и Гражданской войны. Весной 1918 г. воевал против немецких войск в отряде Красной гвардии, был губернским уполномоченным по польским делам в Воронеже. С декабря 1918 г. являлся комиссаром командных курсов Западной стрелковой дивизии, заместителем начальника политического отдела 8-й стрелковой дивизии и инструктором политического отдела 16-й армии. В 1920—1923 гг. секретарь Могилёвского районного комитета КП(б) Беларуси, председатель исполнительного комитета Могилёвского уезда, начальник отдела управления исполнительного комитета Гомельского губернского совета. Во время партийной чистки (1921) его безосновательно обвиняли в отходе от пролетарских позиций — «националистических, крестьянских предубеждениях», а затем — в шпионаже. Тем не менее, его высокий партийный авторитет среди помог ему избежать исключения из её рядов и репрессий.
В 1923 г. находился в распоряжении ЦК КП(б) Беларуси, являлся секретарем Борисовского районного комитета КП(б) Беларуси. В 1924—1927 гг. — в Наркомате труда и крестьянской инспекции Белорусской ССР-ЦК КП(б) Беларуси.
- 1927—1929 гг. — народный комиссар труда Белорусской ССР,
- 1929—1930 гг. — народный комиссар внутренней торговли Белорусской ССР,
- 1930—1934 гг. — заместитель председателя СНК Белорусской ССР,
- 26 января—10 февраля 1934 года делегат XVII съезда ВКП(б)[1].
- 1933—1937 гг. — народный комиссар сельского хозяйства Белорусской ССР.

Член ЦИК СССР (1931—1937). Член ЦК КП(б) Беларуси (1927—1937), Бюро ЦК КП (1930—1937). Член Центральной контрольной комиссии (ЦКК) КП(б) Беларуси (1924—1927) и её Президиума (1925—1927). Член ЦИК Белорусской ССР (1924—1937) и его Президиума (1931—1937).
25 мая 1937 г. он был арестован, а 21 октября 1937 г. осужден «Тройкой НКВД СССР» по делу Польской военной организации (статьи 68 и 76 Уголовного кодекса БССР). В ходе следствия он пытался покончить жизнь самоубийством. По приговору суда был расстрелян 13 февраля 1938 г. Реабилитирован Военной коллегией Верховного суда СССР 28 ноября 1958 г.